# 过山车大亨
《模擬樂園》为由Atari发行，由克里斯·索耶及Frontier Developments开发的虚拟经营游戏，於1999年3月31日由MicroProse和克里斯·索耶為Microsoft Windows系統發行。

## 簡介
玩家可以在游戏中拥有一个大型的游乐场以赚取金钱，並於場內建設多种遊樂设施，不仅只是过山车，也有旋转木马、碰碰车、鬼屋、划艇、马戏团表演等。通过长期的經营，玩家的游乐场将会被系统自动升级，并有更多游乐设施可以供玩家建設。
玩家的目標是在游戏中赚取尽量多的资金，到一定程度后需要償還原先的投资贷款以及其利息。
遊戲提供數十個場景，由草原、樹林、沙漠到海灘都有，一些場景是空白的一片土地供玩家由零開始作自由建設，有些則是已經建有遊樂設施，但可能是已經荒廢或未經妥善規劃的建築。
在樂園中，每一個遊客都是獨立個體，玩家可以追蹤一個遊客身處的位置（也可以變更他的名稱和位置），他擁有的金錢、財物，甚至他的情緒（如開心和憤怒）也會顯示在該遊客的檔案中。
遊戲共有21個場景，剛開始時只有5個可用。玩家目標是建設樂園，吸引遊客以賺取金錢，最後達致預設的目標，完成目標後便可開啟新的場景。
絕大部份遊樂設施都有預設的軌道佈置供玩家直接套用，但玩家亦可自行設計路線，過山車路軌可以是建在地面上、高架或建在地下，也有特殊設備如剎車系統和快照。在遊戲裡，過山車有時候會發生致命意外，如撞上前車或衝出路軌（只會於路軌未建成而又啟動列車情況下發生）並發生爆炸，此時候若玩家不對該設施加以修改以防止意外再次發生，該遊戲的上座率便會變得十分低，而整個樂園的受歡迎度亦會大為降低。
玩家亦需建設其他設施以迎合遊客的需要，如各類小食店（如薯條、雪糕、捲餅和汽水）、資訊站（有雨傘和地圖販賣）和洗手間。若玩家不在樂園裡加上垃圾箱，遊客便會隨處拋棄垃圾；有些遊客在乘坐過山車後會嘔吐。這些情況都需要玩家聘請清潔工人（打掃地方、除草、灌溉）清理。偶爾會有些激進的遊客惡意破壞樂園設施（如電燈），因此玩家亦需聘請保安員維持樂園治安，遊樂設施的日常維修亦要聘請工程人員負責，而添加適量的馬戲表演員亦有助提升遊客對樂園的好感。
樂園中所有遊樂設施和販賣的食品物品都是收費的，所有收費都由玩家自行決定，玩家亦可修訂樂園的入場費和名稱。
樂園的地形可以修改，即升高或降低土地，或是建造一個斜坡，亦可以人工地建造水塘和湖泊。樂園亦需要有一個完善的路網，使遊客不易迷路。若玩家不建造行人路連接遊樂設施的出口小屋，遊客自出口出來後便會四處遊走，直到他找到一條行人路為止。
每名遊客都有一個編號，玩家亦可查看他們的開心、口渴和憤怒程度等等的各種心情和想法；玩家可以追蹤一個遊客身處的位置（也可以變更他的名稱和位置，包括把他掉進水裡）。遊客除了衣服顏色不同外，髮型、年齡和膚色等都是相同的。
模擬樂園第一版取得了空前的成功，大受歡迎，是傑出的遊樂園模擬遊戲，GameSpot和IGN的評分分別為8.6/10和8.5/10。而對第一版遊戲的主要批評是欠缺自由模式，即玩家必須達到指定目標才能開啟新的場景，以及畫面只是2D。

## 相关
- 虚拟经营游戏

## 外部連結
- Atari：模擬樂園官方網頁 （页面存档备份，存于）
- 模擬樂園官方粉絲專頁 （页面存档备份，存于）
- 模擬樂園Steam網頁 （页面存档备份，存于）